# El falso escultor (película)
A Bucket of Blood (Un cubo de sangre en España, El loco escultor en México y El falso escultor en el resto de Hispanoamérica) es una película estadounidense de comedia y de terror de 1959 dirigida por Roger Corman y con Dick Miller como actor principal. Producida con un presupuesto de US$50,000, se filmó en cinco días y comparte gran parte de la estética de bajo presupuesto asociada con las obras de Corman. Con guion de Charles B. Griffith, se trata de una comedia negra, una sátira acerca de un joven impresionable y retraído que trabaja en un café bohemio como ayudante de camarero y que de repente es admirado por ser un brillante escultor cuando accidentalmente da muerte al gato de su casera y, para ocultar el incidente, lo cubre de arcilla. Cuando se ve obligado a crear una obra similar, se convierte en un asesino. Fue estrenada el 21 de octubre de 1959.
A Bucket of Blood fue la primera de tres colaboraciones entre Corman y Griffith en el género de la comedia, seguida por The Little Shop of Horrors y Creature from the Haunted Sea (traducida al español como Criatura del mar encantado o El monstruo del mar encantado). Corman no había hecho ninguna película en este género, si bien muchas de sus producciones previas incorporaban elementos de comedia. La película funciona como sátira no solo de las propias obras de Corman, sino también del mundo del arte abstracto y de las películas de bajo presupuesto para adolescentes de la década de 1950. El argumento tiene rasgos similares al de Mystery of the Wax Museum (1933, dirigida por Michael Curtiz y distribuida en países hispanohablantes con los títulos Museo de cera (Argentina) y Los crímenes del museo (España)). Sin embargo, al escenificar la historia en el ambiente de la generación beat del sur de California de finales de los 50, Corman crea un estado de ánimo totalmente diferente del de esta predecesora.
Se hizo una nueva versión, para televisión, de El falso escultor en 1995 (para la red Showtime). El nombre del personaje de Walter Paisley lo adaptó el actor Dick Miller como una broma en producciones tales como The Howling y Shake, Rattle and Rock!, que incluyen a personajes interpretados por Miller que llevan ese mismo nombre.

## Sinopsis
Una noche, después de escuchar las palabras de Maxwell H. Brock (Julian Burton), poeta que presenta sus obras en el café The Yellow Door, el ayudante de camarero, un joven impresionable de nombre Walter Paisley (Dick Miller),  regresa a casa para intentar crear una escultura con el rostro de Carla (Barboura Morris), otra joven asidua al local y de la que él se siente enamorado. Por más que lo intenta, no logra darle forma de rostro humano a la figura de arcilla. Se detiene al escuchar el maullido de Frankie, el gato de su inquisitiva casera, la señora Surchart (Myrtle Vail), que de algún modo ha quedado atrapado dentro de la pared del cuarto de Walter. Walter intenta sacarlo de allí con un cuchillo, pero accidentalmente lo mata, al clavar el cuchillo en la pared. Walter no logra dormir y escucha la poesía de Brock fluir por su mente atormentada, lo que le inspira una solución radical al problema. En vez de darle sepultura, Walter cubre de arcilla el cuerpo del gato, dejando incluso el cuchillo encajado en su cuerpo.

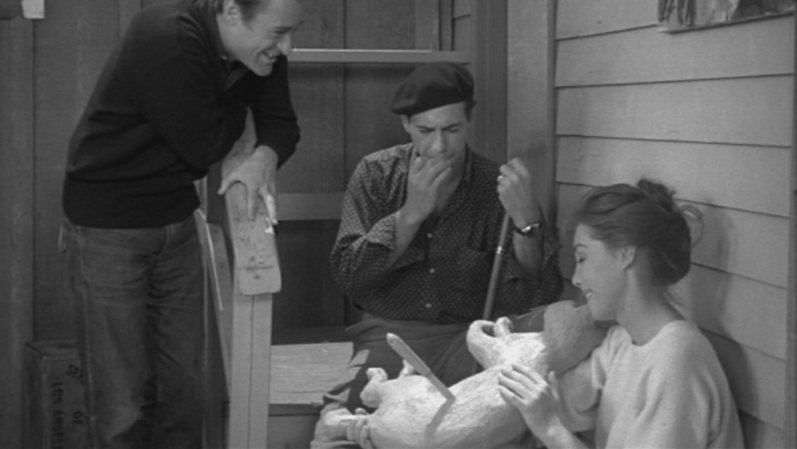
Carla y Leonard admiran la "escultura" de Walter, titulada Gato muerto.

A la mañana siguiente, Walter les muestra el gato a Carla y a su jefe Leonard (Antony Carbone). A Leonard no le agrada esa pieza extraña y mórbida, pero Carla sí muestra entusiasmo por la obra, y ésta se expone desde ese momento en el café, en donde Walter comienza a ser respetado por los poetas y artistas beat que asisten al lugar. Se acerca a él una nueva admiradora, Naolia (Jhean Burton), quien le ofrece una ampolleta de heroína, para que la recuerde. Sin saber de qué se trata, Walter la guarda en su bolsillo, y al regresar a casa es seguido de cerca por Lou Raby (Bert Convy), un policía encubierto. Lou intenta intimidarlo, para que confiese que es un distribuidor de narcóticos, blandiendo su arma frente a él. Cuando Lou intenta arrestar a Walter, éste, aterrado, golpea a Lou en la cabeza con la sartén. El escándalo llama la atención de su casera, y Walter hace todo lo posible por esconder el cuerpo. Mientras tanto, el jefe de Walter descubre el secreto que esconde la escultura, al notar pelo asomando.
A la mañana siguiente, mientras Walter trabaja, varios policías encubiertos inspeccionan la cafetería, generando gran inquietud entre los consumidores y mujeres que frecuentan el café bar. Leonard comienza a sugerirle, sarcásticamente, nuevas obras a Walter. Walter les dice, con una actitud dudosa, que tiene una nueva pieza, a la que denomina Hombre asesinado. Sabiendo el secreto de Walter, Leonard se horroriza. Mientras intenta llamar a la policía, un coleccionista de arte aborda a Leonard para ofrecerle 500 dólares por la primera obra de Walter, y entonces Leonard cuelga el teléfono.
Leonard y Carla van a ver a Walter para que les presente su última obra, y ambos quedan sorprendidos e impactados al verla. Walter también se siente muy incómodo, pero su ánimo mejora cuando Carla la califica de "monstruosa y elocuente" y dice que merece exhibirse públicamente. Leonard se siente aterrado ante la idea, a pesar de que se da cuenta de lo que podría ganar si hace las cosas de la manera más apropiada. Él y Carla tienen una discusión acerca de la posibilidad de exhibir la obra de Walter, propuesta que seduce al bobo muchacho, en particular cuando Leonard le ofrece un magro anticipo en efectivo para que guarde silencio. En cuanto salen, Walter le muestra muy contento la estatua a su espantada casera.
A la noche siguiente, casi todos tratan a Walter como un rey, con excepción de Alice (Judy Bamber), quien ha estado fuera del pueblo las últimas noches. A pesar de ser una mujer hermosa y culta para la época, está claro que es alguien que a los demás no les agrada mucho. Al ver a Walter en la mesa con Brock, ella se pregunta qué hace allí sentado con ellos. Cuando Brock explica que están presenciando el surgimiento de un gran artista, Alice aprovecha la oportunidad para hacerle saber a Walter su tarifa como modelo. Leonard trata de impedir que Walter siga haciendo esculturas, a pesar de la insistencia de Carla. La conversación entre los presentes, Alice, Maxwell, Walter y Carla se convierte en una discusión en la que Maxwell y Carla defienden las habilidades artísticas de Walter y Alice las ataca. Al salir Alice del lugar, Walter la sigue hasta su casa y trata de disculparse con ella. Ella le cierra la puerta en la cara. Él insiste, tranquilamente, y trata de convencerla de que modele para él, que pagará el precio que ella disponga. Ella es entonces todo oídos, dispuesta a trabajar. Acuden al departamento de Walter, Alice se quita toda la ropa y, ya desnuda, se sienta en la silla que Walter le ofrece para posar, se coloca la máscara que él también le ofrece y, con el pretexto de ajustarla, la utiliza para estrangularla.

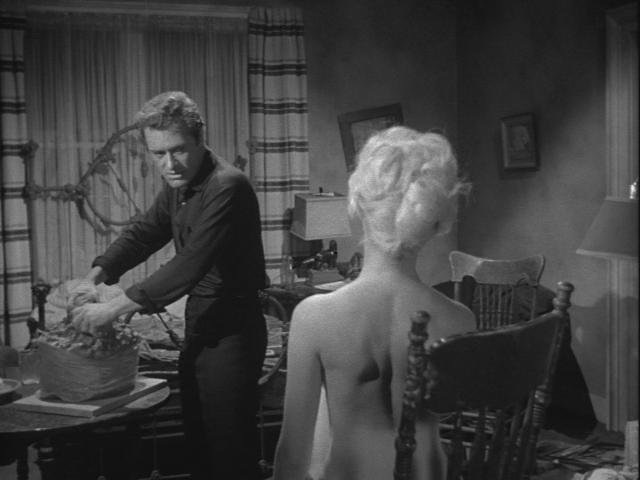
Alice posando ante Walter.

La obra más reciente de Walter llega a casa de Brock, donde el grupo se reúne para tener, suntuosamente, un desayuno orgánico. Ya revelada, la estatua de Alice impacta a todos; Carla está tan complacida que besa a Walter en los labios. Brock está tan impresionado que ofrece una fiesta en el Yellow Door en honor de Walter. Vestido como rey tonto del carnaval, Walter bebe y come en exceso. Leonard lo vigila, preocupado de que cometa un error que eche todo a perder. Brock compone un poema especialmente para él que le da más inspiración. 

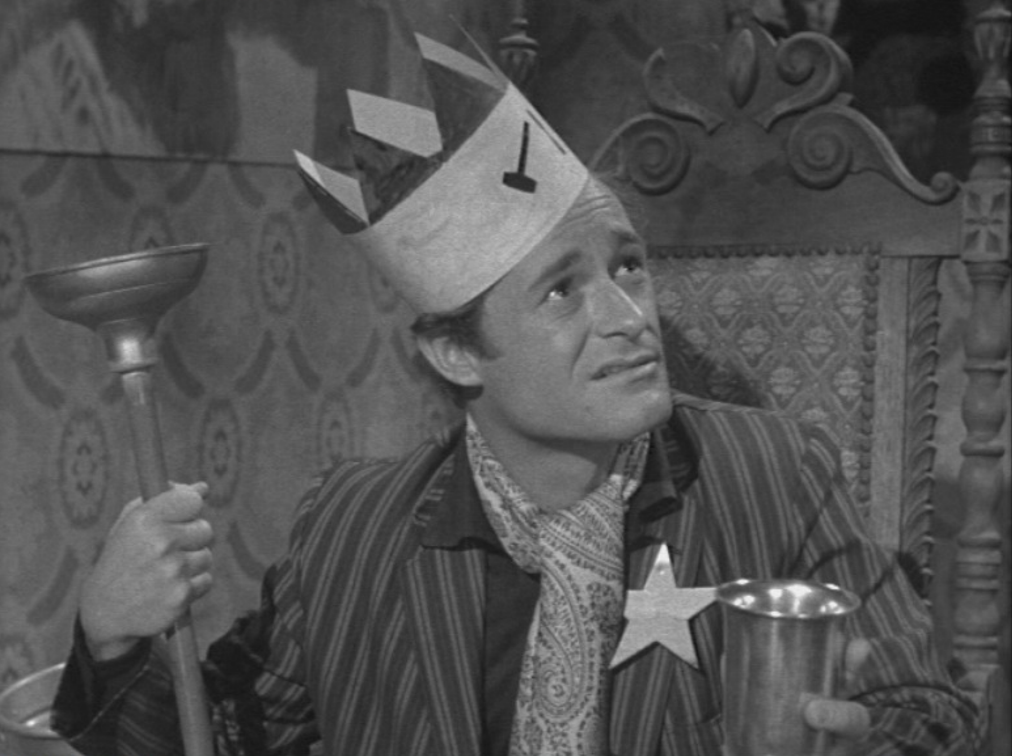
Walter, rey de la fiesta.

Walter regresa tarde a casa, tambaleando y dándose cuenta de que debe cumplir su promesa de crear más obras. Aún bebido y lleno de ira, asesina a un trabajador de una carpintería con la propia sierra circular. Walter utiliza la cabeza para crear un busto. Al mostrárselo a Leonard, quien al mismo tiempo escucha en la calle la noticia de un decapitamiento en la zona, éste se da cuenta de que debe arreglar la situación de inmediato. Le promete a Walter su exposición, con tal de que deje de hacer más "estatuas".
En la exposición, Walter declara su amor a Carla y le propone matrimonio. No le interesa seguir haciendo esculturas, solo quiere a la mujer de la que se enamoró desde que ella llegó a trabajar al bar. Pero ella no está enamorada de él; le dice que sí le gusta su trabajo, pero que no lo ama. Walter queda desencantado con la respuesta, pues la fama y la fortuna no le trajeron el amor que buscaba. Sin embargo, le ofrece hacer una escultura de ella, a lo que ella responde entusiasmada.
Al regresar a la exposición, en la que los hombres interesados en comprar las esculturas conversan acerca de los "grandes conocimientos de anatomía" de este "artista" y Walter se sienta desconsolado a pensar en su mala fortuna, Carla descubre, debajo de la arcilla de la "escultura" femenina, la uña de uno de los dedos. Intenta salir corriendo del lugar, pero se topa con Walter. Le dice que hay un cuerpo dentro de una de las esculturas, y él le responde, sonriente, que "los volvió inmortales", y que también puede inmortalizarla a ella. Ella sale corriendo de la exposición, y él la persigue. El resto del público de la exposición descubre también el secreto de las esculturas, y salen corriendo tras él.
Walter sigue persiguiendo a Carla y está a punto de atraparla cuando, de pronto, escucha atormentado las voces de Lou y de Alice, deja entonces de perseguirla, un gato le maúlla en el callejón y se refugia en su cuarto. La policía, Carla, Leonard y Maxwell irrumpen por la fuerza en el cuarto de Walter y se encuentran con su cuerpo, ya que se ha quitado la vida colgándose. Maxwell mira de reojo el cadáver colgando salpicado de arcilla y comenta: "Supongo que lo habría llamado Hombre ahorcado... su mejor obra".

## Producción y distribución
A mediados de 1959, American International Pictures propuso a Roger Corman dirigir una comedia negra, pero le dio a Corman un presupuesto de $50,000 y un plazo de cinco días para la filmación. Corman aceptó el reto, pero no le interesaba producir una película de horror. Corman y su guionista Charles B. Griffith desarrollaron la idea de producir una sátira de humor negro acerca de la subcultura de la generación beat. Corman y Griffith comenzaron a trabajar, para la elaboración de la película, en varios cafés de Sunset Strip, y terminaron de desarrollar la estructura del argumento al terminar la tarde de ese mismo día, basándose principalmente en la película Mystery of the Wax Museum (titulada en España Los crímenes del museo).
La película se filmó con el título The Living Dead (Los muertos vivientes). Según el actor Antony Carbone, "[La producción] tenía un cierto tono 'divertido', y creo que [Corman] se dio cuenta al hacer la película. Y me parece que eso le ayudó a hacer otras películas, como The Little Shop of Horrors —él transfirió esa 'idea' de la película a la siguiente." El actor Dick Miller no estaba a gusto con los bajos niveles de producción de la película. Según Beverly Gray, Miller aseguró que "si hubieran tenido más dinero para la producción, no habríamos tenido que usar maniquíes para las estatuas; no habríamos tenido que filmar la última escena en donde aparezco colgado con un poco de maquillaje gris, pues no tuvieron tiempo de ponerme yeso, podría haber sido un filme pequeño pero clásico. La historia era buena, la actuación era buena, el humor era bueno, los tiempos estaban bien, todo en ella estaba bien... pero no había dinero para la producción, así que hubo consecuencias."
La campaña comercial de American International Pictures hizo énfasis en los aspectos humorísticos de la historia, afirmando que el público "se enfermaría... ¡de la risa!" El cartel de la película consta de una serie de tiras cómicas que dan pistas humorísticas respecto al contenido de la película. Cuando Corman descubrió que la película "sí funcionaba", decidió dirigir The Little Shop of Horrors (La pequeña tienda de los horrores, una farsa) y Creature from the Haunted Sea (El monstruo del mar encantado), una parodia de las películas de monstruos, ambas con guion de Griffith).
A Bucket of Blood pertenece al dominio público y ha tenido amplia distribución en video doméstico a través de varias compañías. El negativo del filme fue comprado por MGM Home Entertainment después de la compra que hizo Orion Pictures, quien había sido propietaria del catálogo del AIP. MGM distribuyó A Bucket of Blood en VHS y en DVD en el 2000. MGM volvió a distribuirla en el 2007 como parte de un paquete de siete películas de Corman. Sin embargo, el paquete presentaba los mismos menús y la misma transferencia que la edición que había hecho MGM.